# Strona (affluente del Toce)
La Strona (o Strona di Omegna, Stron-a d'Omegna in piemontese) è un torrente della provincia del Verbano-Cusio-Ossola, principale affluente del fiume Toce.

## Idronimo
Il nome del torrente deriverebbe da storn o strom, radici celtiche che stanno a indicare acqua corrente o fiume.

## Percorso
Nasce dal laghetto situato a 2.100 m s.l.m. ai piedi del Monte Capezzone e percorre l'omonima valle  toccando i comuni di Valstrona, Massiola, Quarna Sopra, Loreglia, Germagno.
La zona seguente comprende Omegna (dove la Strona riceve da destra la Nigoglia, emissario del Lago d'Orta), Casale Corte Cerro e Gravellona Toce (dove il torrente confluisce nel Toce) e prende il nome di Corcera.
Prima della piena del 1784, lo Strona si gettava direttamente nel Lago Maggiore presso Feriolo,  poi il vecchio tratto prese il nome di Stronetta..

## Affluenti

### In sinistra idrografica
- Rio Grosa: nasce sul versante meridionale della Cima Scaravini e, passato tra Inuggio e Massiola, si getta nello Strona presso la Piana di Fornero a circa 560 metri di quota.
- Rio Bagnone: nasce tra il Monte Massone e l'Eyehorn e percorre il vallone che separa i centri abitati di Chesio e Loreglia. Si getta nello Strona a circa 460 metri di quota.

### In destra idrografica
- Rio Suenda
- Rio dei dannati
- Rio di nagarone
- Rio degli Avinghei
- Rio Colpino
- Rio della francesca
- Rio Chignolo
- Rio di Nagarla
- Rio Foglia
- Rio Togala
- Nigoglia
- Rio Orloia

## Nella letteratura
Nel libro I draghi locopei di Ersilia Zamponi della Strona si parla in questi termini:
Il torrente Strona quand’è in buzza non perdona .